# スチュアート・チェンバース
スチュアート・チェンバース（Stuart Chambers、1956年5月25日 - ）はイギリス出身の実業家。ピルキントン社長、日本板硝子社長、ARMホールディングス会長などを歴任。

## 人物・経歴
イギリス保護領ブルネイ生まれ。1977年ロンドン大学ユニバーシティ・カレッジ・ロンドン卒業。シェル、マースを経て、1996年ピルキントンに入社しグループヴァイスプレジデントに就任。1998年マネージングディレクターに昇格。2000年プレジデント。2001年からはエグゼクティブ・ディレクターを務め、2002年からはグループチーフエグゼクティブも兼務。2006年には日本板硝子へのピルキントン売却を進め、同年日本板硝子取締役に就任。2007年日本板硝子代表取締役副社長執行役員兼COO。2008年からは日本板硝子取締役代表執行役社長兼CEOを務めたが、2009年にイギリスで家族と暮らす時間を増やすためとして取締役・シニアアドバイザーに退いた。2016年にはARMホールディングス会長として、サイモン・シガースCEOとともに孫正義と会談するなどし、ソフトバンクグループへの同社の売却を進めた。